# Ketambe (plaats)
Ketambe is een bestuurslaag in het regentschap Aceh Tenggara van de provincie Atjeh, Indonesië. Ketambe telt 474 inwoners (volkstelling 2010).